# Hernandariinae
Sous-famille
Les Hernandariinae sont une sous-famille d'opilions laniatores de la famille des Gonyleptidae.

## Distribution
Les espèces de cette sous-famille se rencontrent au Brésil, en Argentine et au Paraguay.

## Liste des genres
Selon World Catalogue of Opiliones (25/08/2021) :
- Acrogonyleptes Roewer, 1917
- Hernandaria Sørensen, 1884
- Multumbo Roewer, 1927
- Piassagera Roewer, 1928
- Pseudotrogulus Roewer, 1932

## Publication originale
- Sørensen, 1884 : « Opiliones Laniatores (Gonyleptides W. S. Olim) Musei Hauniensis. » Naturhistorisk Tidsskrift, vol. 14, p. 555–646.